# Битка код замка Кијосу
Битка код замка Кијосу или Битка код Каизуа (1552) била је прва победа младог Оде Нобунаге у борби за уједињење провинције Овари над својим моћнијим рођаком и пређашњим господаром, намесником јужног Оварија, Ода Нобутомом.

## Позадина
У време када је седамнаестогодишњи Ода Нобунага у пролеће 1552. наследио породичне поседе у југозападном делу провинције Овари (око замка Нагоја), јужни делови провинције били су под влашћу његових рођака, Ода из замка Кијосу, а источни делови Оварија били су под влашћу моћне породице Имагава, која је у то време владала суседним провинцијама Микава, Тотоми и Суруга, и њихових вазала, породице Матсудаира (касније Токугава) из Микаве.

## Прва битка
Непосредно након смрти Нобунагиног оца Ода Нобухиде (3. марта 1552), његов рођак и формални господар, Ода Нобутомо, намесник (шугодај) јужног Оварија, напао је његове поседе и на препад заузео два замка, али је потиснут снагама младог Нобунаге и његовог стрица Ода Нобумицуа (господара замка Моријама) и брата Нобујукија (господара замка Суемори). Заједно, они су преотели обе тврђаве и потукли намесникову војску код села Каизу (3 км јужно од Кијосуа), убивши више од 80 истакнутих самураја, и спалили предграђе Кијосуа 16. августа 1552 (по лунарном календару).

## Друга битка
Следеће године, 12. јула 1553, Ода Нобутомо је под утицајем својих вазала погубио Шиба Јошимунеа, званичног гувернера Оварија и рођака шогуна Ашикага, који је живео на његовом двору као талац лишен стварне власти, након што је Шиба упозорио Нобунагу да Нобутомо планира да га убије и замени млађим братом Нобујукијем. Као пример верности обичних самураја оног времена, Хроника господара Нобунаге наводи да су гувернерови лични пратиоци, у свему мање од десетак људи, пружили очајнички отпор и бранили господара до последњег даха. Овакво брутално кршење гувернеровог и шогуновог ауторитета (које су формално сви јапански великаши тог времена поштовали као своје законите и наследне господаре) изоловало је Нобутома од већине савезника, а гувернеров син Шиба Јошикане успео је да побегне Нобунаги у Нагоју. Нобунага је већ 18. јула мобилисао своје снаге и потукао Нобутома у бици под зидинама Кијосуа, углавном захваљујући необично дугим копљима својих ашигаруа (између 18 и 21 стопа), која је Нобунага увео након што се на вежбалишту уверио да је борац са дужим копљем увек у предности. У бици се као вођа претходнице истакао млади ратник Шибата Кацује, један од главних вазала Нобунагиног брата Нобујукија. Вазали Кијосуа претрпели су огромне губитке, али се Нобунага није усудио да нападне замак, већ га је оставио под блокадом, чекајући прилику да га заузме лукавством.

## Пад замка Кијосу
Одбивши напад моћног клана Имагава у бици код Муракија (24. јануара 1554), Нобунага је стекао велики углед у Оварију и добио одрешене руке за коначни обрачун са Ода Нобутомом из Кијосуа. Пошто је изгубио већину вазала у биткама око замка, Сакаи Дозен, Нобутомов главни саветник, понудио је Нобунагином стрицу Нобумицу-у место намесника (шугодаја) провинције уколико изда Нобунагу. Нобумицу је привидно пристао на издају, и са групом ратника пуштен је у Кијосу, али су током ноћи његови људи отворили капије и замак је освојен на препад (20. априла 1554). Ода Нобутомо је натеран да изврши сепуку, док је Сакаи Дозен успео да побегне у провинцију Суруга, нашавши уточиште код Нобунагиног непријатеља, Имагава Јошимота. Тако је Нобунага освојио замак Кијосу (где је преселио своју престоницу) и постао господар јужног Оварија: у замену за своју помоћ, његов стриц Ода Нобумицу добио је на управу замак Нагоја и два најзападнија од укупно четири округа у доњем Оварију.